# Anopsicus gruta
Anopsicus gruta là một loài nhện trong họ Pholcidae. Loài này được phát hiện ở México.